# Schiffe versenken

Die eigene Flotte ist bereits beschädigt.

Schiffe versenken, auch Schiffchen versenken, Flottenmanöver, Kreuzerkrieg oder Seeschlacht genannt, ist ein Spiel, das klassischerweise mit Zettel und Stift gespielt wird. Es besitzt strategische Elemente, auch wenn man die einfache Version nicht unbedingt als strategisch relevant bezeichnen kann.

## Charakter und Herkunft
Das Spiel Schiffe versenken oder Seeschlacht zählt entsprechend seinem Spielgedanken und seiner Spielbezeichnung gattungsmäßig zu den Kriegsspielen. Traditionell handelt es sich um ein harmloses Symbolspiel mittels Papier und Stift. Seine Herkunft und sein Alter sind literarisch nicht belegt. Mit Hilfe von Zeitzeugen konnte der Germanist Warwitz jedoch nachweisen, dass dieses Spiel mindestens bis zum Ende des 19. Jahrhunderts zurückreicht und von Generationen bereits unter den Namensgebungen Schiffe versenken  oder Seeschlacht gespielt wird.
Es gibt verschiedene Theorien über die genaue Herkunft des Spiels. Eine These besagt, dass das Spiel auf eine Art von Kriegsspiel zurückgeht, das bereits im 18. Jahrhundert von Offizieren der Royal Navy gespielt wurde, um ihre taktischen Fähigkeiten zu verbessern. Eine andere Theorie besagt, dass das Spiel aus dem 19. Jahrhundert stammt und von Seeleuten oder Hafenarbeitern als Zeitvertreib erfunden wurde. Allerdings gibt es für beide Theorien keine konkreten Beweise, so dass die genaue Herkunft des Spiels bis heute unklar bleibt.
Es hat sich in seiner Grundstruktur bis heute unverändert erhalten.

## Spielvoraussetzungen
Zum Spielen werden benötigt:
- mindestens zwei Spieler
- Bleistift
- kariertes Papier (wie im Rechenheft)
- (Barriere als Sichtschutz)

## Vorbereitung
Bei zwei Mitspielern fertigt sich jeder zwei 10×10 Kästchen große Pläne an, die er an den Seiten mit Buchstaben (von A bis J/L) und an den oberen Rändern mit Zahlen (von 1 bis 10/12) versieht. Diese stellen einmal das eigene und dann das gegnerische Meer oder Kampfgebiet dar. In das eigene Meer trägt man nun, ohne dass der Mitspieler dies sieht, seine Flotte ein. Dies geschieht, indem man Gebilde von unterschiedlicher Kästchenlänge einzeichnet. Über die Anzahl und Größe der Schiffe und über die Art der Platzierung sollten vor Spielbeginn Einigkeit herrschen.
Folgende Spielregeln müssen eingehalten werden:
1. Die Schiffe dürfen nicht aneinander stoßen.
2. Die Schiffe dürfen nicht über Eck gebaut sein oder Ausbuchtungen besitzen.
3. Die Schiffe dürfen auch am Rand liegen.
4. Die Schiffe dürfen nicht diagonal aufgestellt werden.
5. Jeder verfügt über insgesamt zehn Schiffe (in Klammern die Größe):

- ein Schlachtschiff (5 Kästchen)
- zwei Kreuzer (je 4 Kästchen)
- drei Zerstörer (je 3 Kästchen)
- vier U-Boote (je 2 Kästchen)

Name und Größe der Schiffe können dabei unterschiedlich sein. Darüber sollten sich die Mitspieler einig werden. Oft werden kleinere Schiffe gewählt, was die  Möglichkeit von Fehlschüssen erhöht und das Spiel etwas länger dauern lässt. Der Nachteil dabei ist, dass die „Ein-Kästchen“-Schiffe (meist „U-Boote“) den Strategieaspekt in den Hintergrund treten lassen. Es kann nämlich vorkommen, dass ein einzelnes unauffindbares „U-Boot“ alleine eine ganze, bislang ungetroffene Flotte vernichtet. Aus diesem Grunde läuft es oft auf eine Art „U-Boot“-Kampf hinaus, bei dem ausschließlich der Zufall entscheidet, welcher Spieler seinen Gegner trifft und somit das Spiel gewinnt.
Die Spielzeit beträgt etwa 15 bis 25 Minuten.

## Spielverlauf
Es wird ausgelost, wer zuerst schießen darf. Der Schießende gibt eine Koordinate an, auf die er feuert, zum Beispiel C3. Der Beschossene sieht auf seinen Plan und antwortet mit Wasser, Treffer oder Treffer, versenkt. Ein Schiff gilt als versenkt, wenn alle Felder des Schiffes getroffen wurden. Der andere Spieler notiert sich das in seinem zweiten, zu Beginn des Spiels leeren, 10×10-Block. Der Beschossene markiert die Treffer ebenfalls, um zu sehen, wann ein Schiff versenkt ist.
Der weitere Fortgang folgt unterschiedlichen Regeln. Entweder wird abwechselnd geschossen oder so lange, bis ins Wasser getroffen wird. Es gibt auch Varianten, bei denen jeder nacheinander eine Salve von drei Schüssen abfeuern darf oder bei der jedes noch vorhandene Schiff jeweils einen Schuss pro Runde abfeuern darf. Wer zuerst alle Schiffe des Gegners versenkt hat, ist der Sieger.

## Varianten
In einer erweiterten Fassung erhalten die Spieler zusätzlich drei Seeminen (jeweils ein Feld mit Kreis) und eine sogenannte Küstenbatterie (drei Felder am Rand, die auch über Eck liegen dürfen). Diese Regeln sind verschärft und verändern das gesamte Spiel.
- Man schießt im Salvenmodus, und zwar so viele Schüsse, wie das größte noch vorhandene Schiff Kästchen hat (ist also das Schlachtschiff noch da, darf man fünf Schüsse hintereinander abgeben; besitzt man nur noch Kreuzer, dann eben nur vier).
- Außerdem sagt der Angreifer, mit welchem Schiff er gefeuert hat. Trifft er nämlich eine Mine, fliegt auch sein Schiff mit in die Luft.
- Die Küstenbatterie hat nur einen Schuss. Wenn dieser trifft, sinkt das getroffene Schiff sofort.
- Der Angegriffene gibt lediglich an, was versenkt oder getroffen wurde, aber nicht, wo sich das Schiff befand.

In anderen Varianten legen die Spieler eine Anzahl an Superwaffen individuell fest. Hier gibt es neben den oben beschrieben Salven, Seeminen und der Küstenbatterie zusätzlich Torpedos oder Raketen zur Auswahl. Der Torpedo löscht eine komplette Reihe oder Spalte aus. Die Rakete kann mehrere Felder treffen. Besonders durch die Einführung von Superwaffen endet das Spiel meistens deutlich schneller.

## Strategien
Gerade in den zahlreichen Varianten des Spiels nutzen manche Spieler taktische Elemente und diverse Strategien.
Eine einfache Strategie für Anfänger ist es z. B., um versenkte Schiffe herum „Fehlschüsse“ einzutragen, insofern die Regeln ein Berühren der Schiffe untereinander untersagen. Allgemein ist es auch nicht empfehlenswert, Schiffe überhaupt in direkten Kontakt miteinander treten zu lassen, da beim gegnerischen Versuch, das eigene Schiff nach der Lokalisierung zu versenken, solche Schiffe in Mitleidenschaft gezogen oder ebenfalls lokalisiert werden könnten.
Manche Spieler vermeiden es außerdem, Schiffe an den Rand zu stellen, da nach einem eventuellen Treffer die möglichen Schussrichtungen eingeschränkt sind, was es dem Gegner erleichtert, die Ausrichtung des Schiffes festzustellen und es zu versenken. Andererseits „verstecken“ Spieler, die so vorgehen, gerne ein einzelnes, kleineres Schiff in einer der Ecken, um ihren Gegner zu verwirren.
Viele Spieler beschießen ihren Gegner in bestimmten Mustern, um die gegnerischen Schiffe zu finden. Sehr beliebt sind „Schachbrettmuster“, da alle Schiffe mit zwei oder mehr Feldern erfasst werden können, oder Diagonalen, da sie den Raum in einer Weise teilen, in der längere Schiffe in jedem Falle getroffen werden können, ohne wie bei „geraden Mustern“ Räume abzutrennen. Gerade erfahrenere Spieler kombinieren solche Muster auch, indem sie die Diagonalen so legen, dass das entstehende „Netz“ nach dem Auffinden der großen Schiffe „zugezogen“ werden kann. D. h., es werden die verbliebenen Räume in immer kleinere Räume geteilt, bis ein „Schachbrett“ entstanden ist. Gemeinsam an allen Mustern ist jedoch, dass sie immer engmaschiger werden und der Verminderung unnötiger Schüsse dienen.
Im Falle, dass die kleinsten Schiffe zuerst versenkt wurden, werden die Muster wieder großmaschiger angelegt. Beim Auffinden von „Ein-Kästchen“-Schiffen ist selbstverständlich jedes Muster unbrauchbar.
Beim Versenken bereits getroffener, aber noch nicht lokalisierter Schiffe wird nach dem ersten Treffer meistens in die Richtung weiter geschossen, in der noch die meisten freien Felder liegen. Nur wenige Spieler schießen in einem vorgegebenen Muster auf die umliegenden Felder (z. B. erst das Feld rechts neben dem Treffer, dann das untere etc.). Dafür ist diese Vorgehensweise bei Computergegnern üblich. Eine sehr kleine Minderheit von Spielern empfindet das direkte Versenken von Schiffen als „Zeitverschwendung“ und belässt es zunächst bei der Lokalisierung eines Schiffes (nach dem zweiten Treffer ist die Ausrichtung des Schiffes bereits bekannt), woraufhin das Primärziel darin besteht, das nächste Schiff zu lokalisieren. Das Versenken selbst erfolgt im Anschluss an das Auffinden aller Schiffe. Letztere Strategie ist bei Varianten, bei denen z. B. die Anzahl der verbleibenden Schiffe als Bemessungsgrundlage für die Salvengröße dient oder bei denen bis zum ersten Fehlschuss weitergefeuert werden darf, selbstverständlich unbrauchbar.
Zu vielen Spielvarianten (v. a. den computerbasierten Versionen mit zusätzlichen Spielelementen wie z. B. Spezialwaffen) gibt es spezielle Strategien.

## Versionen
Da dieses Spiel sehr einfach gestaltet werden kann, war und ist es bei Schülern und Studenten beliebt, um Langeweile oder Freistunden zu überbrücken.
Im Laufe der Zeit sind auch Versionen von Verlagen auf den Markt gekommen. Hier gibt es sowohl die einfachen Varianten mit vorgefertigten Plänen als sogenanntes Reisespiel, aber auch vollelektronische Boards mit Ton- und Lichteffekten.

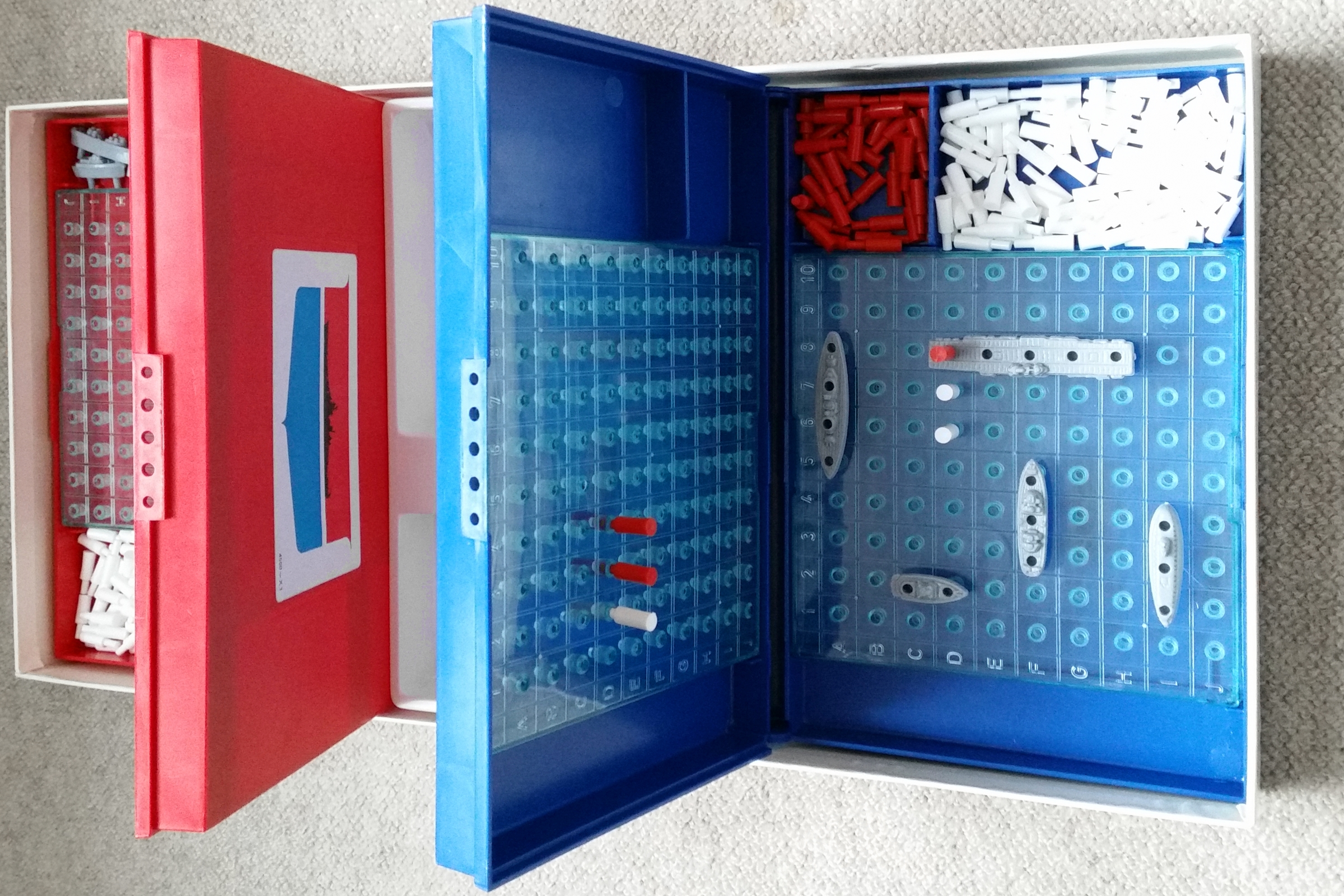
Flottenmanöver, Version aus den 1970er-Jahren

Zu nennen wäre hier das Spiel Flottenmanöver, 1972 von der Firma MB-Spiele herausgebracht. Beim Flottenmanöver haben beide Spieler eine gegen die Blicke des Gegners schützende Kunststoffschatulle mit einer 10x10-Matrix, auf der die eigenen fünf unterschiedlich großen Kunststoffschiffe (Schnellboot, U-Boot, Zerstörer, Schlachtschiff, Flugzeugträger) gesteckt werden (in der Anleitung „waagerechtes Meer“ genannt), sowie einer gleich großen Matrix im Deckel („senkrechtes Meer“), auf der Treffer der gegnerischen Schiffe markiert werden. Die Schiffe haben je nach Größe zwei bis fünf Löcher im gleichen Rastermaß wie die Steckmatrizen zur Platzierung der Schiffe und zur Markierung von Treffern. Ein Schiff gilt als versenkt und wird dem Gegner übergeben, wenn jede Steckposition auf dem Schiff mit einem roten Stift (Treffer) belegt ist. In beiden Matrizen werden Treffer mit roten Kunststoffstiften und Fehlschüsse mit weißen Kunststoffstiften markiert. Die Anleitung der deutschen Version sieht neben der Standardvariante mit abwechselnden Einzelschüssen „Manöverspiel für Janmaaten“ drei weitere Spielvarianten mit Salven zu je 5 Schuss vor, die teilweise auch eine Verlegung von Schiffen während des Spiels ermöglichen.
Auch Sprechendes Computer Flottenmanöver von Hasbro und Naval Battle werben mit mehreren Schwierigkeitsstufen und interaktiven elektronischen Elementen. Diese computergesteuerten Versionen enthalten darüber hinaus oft auch spezielle Spielmodi, in denen Spezialwaffen (z. B. Torpedos oder Raketen, welche mehrere Felder nach vorgegebenen Mustern, wie z. B. eine gesamte Reihe, treffen) oder andere Hilfsmittel, wie z. B. ein Sonar zum Einsatz kommen können.
Ebenso existieren Versuche einer Verlagerung des Geschehens in den Weltraum mittels Raumschiffen und dreidimensionaler Koordinatentechnik, wie das 1980 erschienene Galaxis von Ravensburger. Ebenso werden zum Spielen auf Smartphones Spiele dieses Genres angeboten, darunter auch einige, die plattformübergreifend Online- und Offline-Mehrspielermodi anbieten.
Es existieren u. A. Umsetzungen für den Game Boy, Game Boy Color und Game Boy Advance. Auch gibt es Browser-basierte Implementierungen für die Spiele über das Internet.
Auch im Bereich der Trinkspiele gibt es inzwischen Adaptionen. Hierfür werden meist alkoholische Getränke auf dem Spielplan, je nach Geschmack der Spieler, positioniert. So nimmt beispielsweise das Wort „Wein“ die Länge eines 4er-Schiffs ein. Wird dieses versenkt, so muss das Getränk getrunken werden.
Sogar der Baumarkt OBI hat eine DIY-Anleitung zum Bau aus Holz veröffentlicht.

## Kombinatorik
Bei einem Spiel mit einem Schiff der Länge 5, zwei Schiffen der Länge 4, drei Schiffen der Länge 3 und vier Schiffen der Länge 2 gibt es genau 26.509.655.816.984 (also ungefähr 26,5 Billionen) Möglichkeiten, die Schiffe aufzustellen. Die Anzahl wurde mit dynamischer Programmierung ermittelt.

## Hörspiel von Dieter Kühn
Im Jahre 1969 schrieb der Autor Dieter Kühn sein Hörspiel U-Boot-Spiel. Hier spielen zwei ältere Männer (Walter und Willi) Schiffe versenken. Die Unterhaltung der beiden Spieler beginnt in einem lockeren Plauderton. Walter steigert sich im Verlauf des Spiels jedoch immer mehr in Erinnerungen an seine eigenen Erlebnisse auf einem Kriegsschiff, die ihn ganz gefangen zu nehmen scheinen.
In einer Gemeinschaftsproduktion von WDR, SR und HR sprachen Martin Held und Günther Lüders die Rollen der beiden Kontrahenten in dem Zwei-Personen-Stück. Die Regie führte Friedhelm Ortmann.